# Linn-Ida Murud
Linn-Ida „Lilly“ Murud (* 5. Juni 1995 in Lillehammer, Innlandet) ist eine ehemalige norwegische Freestyle-Skierin. Sie war auf die Freeski-Disziplin Slopestyle spezialisiert und gewann in dieser die erste Weltcup-Austragung der Geschichte.

## Biografie
Lilly Murud war in der Jugend norwegische Meisterin im Kugelstoßen und galt als talentierte Skirennläuferin.
Im Alter von 14 Jahren machte sie erstmals in der Freestyle-Szene auf sich aufmerksam, als ihr im Rahmen der Hafjell Open ein doppelter Frontflip gelang. Zudem schaffte sie im Winter 2009/10 einen Misty 720, was ihr neben Grete Eliassen eine Nominierung der Sportzeitschrift Fri Flyt als Freeskierin des Jahres einbrachte. Ende Februar 2012 gewann sie als jüngste Teilnehmerin in Jyväskylä den ersten Slopestyle-Wettkampf im Freestyle-Skiing-Weltcup. Den Gewinn der Disziplinenwertung teilte sie sich mit der im zweiten Weltcup siegreichen Kaya Turski. Bei den Juniorenweltmeisterschaften in Chiesa in Valmalenco, wo die Disziplin zum zweiten Mal auf dem Programm stand, wurde sie Siebente. Im Herbst war die 17-Jährige von Fri Flyt erneut für einen Preis nominiert. Ihren zweiten und letzten Slopestyle-Weltcup bestritt sie im Januar 2013 in Copper Mountain, kam dabei aber nicht über Rang 18 hinaus.
Nach ihrer Sportlaufbahn schloss Murud in Oslo ein Bachelorstudium in Service Design ab und ist seither in dieser Branche tätig.

## Erfolge

### Weltcupwertungen
| Saison  | Gesamt | Gesamt | Slopestyle | Slopestyle |
| Saison  | Platz  | Punkte | Platz      | Punkte     |
| ------- | ------ | ------ | ---------- | ---------- |
| 2011/12 | 47.    | 20     | 1.         | 100        |
| 2012/13 | 179.   | 3      | 41.        | 13         |

### Weltcupsiege
Murud errang im Weltcup 1 Sieg:
| Datum            | Ort       | Land     | Disziplin  |
| ---------------- | --------- | -------- | ---------- |
| 25. Februar 2012 | Jyväskylä | Finnland | Slopestyle |

### Juniorenweltmeisterschaften
- Chiesa in Valmalenco 2012: 7. Slopestyle